# 1848
| [ Edytuj tabelę ]              | |
| Król Polski (tytularny)        | - 1831 Mikołaj I Romanow 1855 |
| Emir Afganistanu               | - 1842 Dost Mohammad Chan 1863 |
| Współksiążęta Andory           | - 1827 Simó Rojas de Guardiola y Hortoneda 1851 - 1830 Ludwik Filip I 1848 - 1848 Jacques Charles Dupont de l'Eure 1848 - 1848 François Arago 1848 - 1848 Louis-Eugène Cavaignac 1848 - 1848 Karol Ludwik Napoleon Bonaparte 1870 |
| Prezydent Argentyny            | - 1835 gen. Juan Manuel de Rosas 1852 |
| Cesarz Austrii                 | - 1835 Ferdynand I Habsburg 1848 - 1848 Franciszek Józef I 1916 |
| Król Bawarii                   | - 1825 Ludwik I 1848 - 1848 Maksymilian II 1864 |
| Król Belgów                    | - 1831 Leopold I 1865 |
| Premier Belgii                 | - 1847 Charles Rogier 1852 |
| Prezydent Boliwii              | - 1847 Eusebio Guilarte 1848 - 1848 Manuel Isidoro Belzu 1848 - 1848 José Miguel de Velasco 1848 - 1848 Manuel Isidoro Belzu 1855                                                                                                 |
| Cesarz Brazylii                | - 1831 Pedro II 1889 |
| Sułtan Brunei                  | - 1829 Omar Ali Saifuddin II 1852 |
| Prezydent Chile                | - 1841 Manuel Bulnes 1851 |
| Cesarz Chin                    | - 1820 Daoguang 1850 |
| Król Czech                     | - 1835 Ferdynand I Habsburg 1848 - 1848 Franciszek Józef I 1916 |
| Król Danii                     | - 1839 Chrystian VIII 1848 - 1848 Fryderyk VII 1863 |
| Premier Danii                  | - 1848 Adam Wilhelm Moltke 1852 |
| Dalajlama                      | - 1838 Khedrub Gjaco 1856 |
| Prezydent Dominikany           | - 1844 Pedro Santana 1848 - 1848 Manuel Jimenes 1849 |
| Władca Egiptu                  | - 1805 Muhammad Ali 1848 - 1848 Ibrahim Pasza 1848 - 1848 Muhammad Ali 1849 |
| Prezydent Ekwadoru             | - 1845 Vicente Ramón Roca 1849 |
| Prezydent Francji              | - 1848 Jacques-Charles Dupont de l’Eure 1848 - 1848 Komisja Wykonawcza 1848 - 1848 Louis-Eugène Cavaignac 1848 - 1848 Karol Ludwik Napoleon Bonaparte 1852                                                                        |
| Premier Francji                | - 1847 François Guizot 1848 - 1848 Jacques-Charles Dupont de l’Eure 1848 - 1848 François Arago 1848 - 1848 Louis-Eugène Cavaignac 1848 - 1848 Odilon Barrot 1849                                                                  |
| Król Francji                   | - 1830 Ludwik Filip I 1848 |
| Król Grecji                    | - 1831 Otton I 1862 |
| Prezydent Gwatemali            | - 1844 Rafael Carrera y Turcios 1848 - 1848 Juan Antonio Martínez (p.o.) 1848 - 1848 José Bernardo Escobar (p.o.) 1849 |
| Prezydent Haiti                | - 1847 Faustin Soulouque 1849 |
| Król Hawajów                   | - 1824 Kamehameha III 1854 |
| Król Hiszpanii                 | - 1833 Izabela II 1868 |
| Król Holandii                  | - 1840 Wilhelm II 1849 |
| Premier Holandii               | - 1848 Gerrit Schimmelpenninck 1848 - 1848 Jacob de Kempenaer 1849 |
| Prezydent Hondurasu            | - 1847 Juan Lindo 1852 |
| Szach Iranu                    | - 1834 Mohammad Szah 1848 - 1848 Naser ad-Din Szah 1896 |
| Państwo Wielkich Mogołów       | - 1837 Bahadur Szah II 1858 |
| Król Irlandii                  | - 1837 Wiktoria Hanowerska 1901 |
| Cesarz Japonii                 | - 1846 Kōmei 1866 |
| Kalif                          | - 1839 Abdülmecid I 1861 |
| Emir Kataru                    | - 1847 Muhammad ibn Sani 1878 |
| Prezydent Kolumbii             | - 1844 gen. Tomás Cipriano de Mosquera 1849 |
| Patriarcha Konstantynopola     | - 1845 Antym VI 1848 - 1848 Antym IV 1852 |
| Władca Korei                   | - 1834 Hŏnjong 1849 |
| Prezydent Kostaryki            | - 1847 José María Castro Madriz 1849 |
| Emir Kuwejtu                   | - 1814 Dżabir I 1859 |
| Prezydent Liberii              | - 1848 Joseph Jenkins Roberts 1856 |
| Książę Liechtensteinu          | - 1836 Alojzy II 1858 |
| Wielki książę Luksemburga      | - 1840 Wilhelm II 1849 |
| Premier Luksemburga            | - 1848 G.T.I. de la Fontaine 1848 - 1848 Jean-Jacques Willmar 1853 |
| Sułtan Maroka                  | - 1822 Abd ar-Rahman 1859 |
| Prezydent Meksyku              | - 1847 Manuel de la Peña y Peña 1848 - 1848 José Joaquín de Herrera 1851 |
| Książę Monako                  | - 1841 Florestan I 1856 |
| Król Nawarry                   | - 1848 Napoleon I 1870 |
| Król Nepalu                    | - 1847 Surendra 1881 |
| Premier Nepalu                 | - 1846 Jang Bahadur Rana 1856 |
| Król Norwegii                  | - 1844 Oskar I 1859 |
| Sułtan Omanu                   | - 1807 Sa’id ibn Sultan 1856 |
| Papież                         | - 1846 Pius IX 1878 |
| Prezydent Paragwaju            | - 1844 Carlos Antonio López 1862 |
| Książę Parmy i Piacenzy        | - 1847 Karol II 1849 |
| Prezydent Peru                 | - 1845 Ramón Castilla 1851 |
| Król Portugalii                | - 1834 Maria II 1853 - 1837 Ferdynand II Koburg (król iure uxoris) 1853 |
| Król Prus                      | - 1840 Fryderyk Wilhelm IV 1861 |
| Car Rosji                      | - 1825 Mikołaj I 1855 |
| Król Saksonii                  | - 1836 Fryderyk August II Wettyn 1854 |
| Prezydent Salwadoru            | - 1846 Eugenio Aguilar 1848 - 1848 Tomás Medina Menéndez (p.o.) 1848 - 1848 José Félix Quirós (p.o.) 1848 - 1848 Doroteo Vasconcelos 1850                                                                                         |
| Kapitanowie Regenci San Marino | - 1847 Giuliano Malpeli Biagio Martelli 1848 - 1848 Giuseppe Gozi Marino Malpeli 1848 - 1848 Giovanni Benedetto Belluzzi Pietro Righi 1849                                                                                        |
| Książę Serbii                  | - 1842 Aleksander Karadziordziewić 1858 |
| Król Sardynii                  | - 1831 Karol Albert 1849 |
| Prezydent Szwajcarii           | - 1848 Jonas Furrer 1849 |
| Król Szwecji                   | - 1844 Oskar I 1859 |
| Król Tajlandii                 | - 1824 Rama III 1851 |
| Sułtan Turków                  | - 1839 Abdülmecid I 1861 |
| Prezydent Urugwaju             | - 1843 Manuel Oribe 1851 - 1843 Joaquín Suárez (p.o.) 1852 |
| Prezydent USA                  | - 1845 James Polk 1849 |
| Prezydent Wenezueli            | - 1847 José Tadeo Monagas 1851 |
| Król Węgier                    | - 1835 Ferdynand VI 1848 - 1848 Franciszek Józef I 1916 |
| Premier Węgier                 | - 1848 Lajos Batthyány 1848 - 1848 Ádám Récsey 1848 - 1848 Lajos Kossuth 1849 |
| Monarcha Wielkiej Brytanii     | - 1837 Wiktoria 1901 |
| Premier Wielkiej Brytanii      | - 1846 John Russell 1851 |
| Cesarz Wietnamu                | - 1847 Tự Đức 1883 |

Rok 1848 / MDCCCXLVIII
stulecia: XVIII wiek ~
XIX wiek ~
XX wiek

dziesięciolecia:
1810–1819 •
1820–1829 •
1830–1839 •
1840–1849
• 1850–1859
• 1860–1869
• 1870–1879

lata: 1838 «
1843 «
1844 «
1845 «
1846 «
1847 «
1848
» 1849
» 1850
» 1851
» 1852
» 1853
» 1858

## Wydarzenia w Polsce
- 20 marca – powstanie wielkopolskie: w Poznaniu utworzono Komitet Narodowy Polski z Gustawem Potworowskim na czele.
- 21 marca – Wiosna Ludów: we Lwowie utworzono Komitet Narodowy.
- 1 kwietnia:
  - otwarto odcinek Kolei Warszawsko-Wiedeńskiej do granicy w Maczkach.
  - Komitet Narodowy Polski w Poznaniu zniósł część obowiązków chłopskich wobec dworów.
- 6 kwietnia – władze austriackie przyznały pełną autonomię Uniwersytetowi Lwowskiemu i zezwoliły na wykłady w języku polskim.
- 11 kwietnia – powstanie wielkopolskie: została podpisana ugoda w Jarosławcu między przedstawicielami władz pruskich a Komitetem Narodowym.
- 14 kwietnia – Wiosna Ludów: powstała Rada Narodowa Lwowska.
- 17 kwietnia – Wiosna Ludów: pod wpływem wydarzeń Wiosny Ludów rząd austriacki uwłaszczył chłopów w Galicji.
- 26 kwietnia – Wiosna Ludów: wojska powstańcze w Wielkopolsce odmówiły demobilizacji.
- 26–27 kwietnia – Wiosna Ludów: zamieszki na ulicach Krakowa. Wojska austriackie zbombardowały Kraków z Wawelu, w wyniku czego zginęły 32 osoby. Kapitulacja miasta.
- 29 kwietnia:
  - Wiosna Ludów: wojska pruskie rozbiły obóz powstańców wielkopolskich w bitwie pod Książem.
  - Wiosna Ludów: w Krakowie odbyły się manifestacyjne pogrzeby ofiar starć powstańczych z 26 i 27 kwietnia.
- 30 kwietnia – powstanie wielkopolskie: zwycięstwo polskie w bitwie pod Miłosławiem.
- 2 maja – powstanie wielkopolskie: zwycięstwo powstańców w bitwie pod Sokołowem.
- 3 maja – proklamowanie w Mosinie Rzeczypospolitej przez Jakuba Krotowskiego-Krauthofera.
- 8 maja – powstanie wielkopolskie: zwycięstwo powstańców w bitwie o Kcynię.
- 9 maja – złożenie broni w Bardzie i ostateczny upadek Rzeczypospolitej Mosińskiej.
- 5 lipca – w Cieszynie ukazało się pierwsze wydanie czasopisma Nowiny dla Ludu Wiejskiego.
- 10 sierpnia – z dworca kolejowego przy ul. Gajowej w Poznaniu odjechał pierwszy pociąg do Stargardu. Podróż, podczas której pasażerowie pokonali 173,3 km trwała 7 godz. 5 min (średnia prędkość wyniosła 24,5 km/h).
- 7 października – Józef Walenty Krzyżanowski został prezydentem Krakowa.
- 2 listopada – Wiosna Ludów: po zbombardowaniu miasta przez Austriaków nastąpiła kapitulacja Lwowa.
- 3 listopada – Kraków: ukazał się pierwszy numer dziennika informacyjno-politycznego „Czas”.
- 5 grudnia – władze pruskie zlikwidowały autonomiczne Wielkie Księstwo Poznańskie.

- Szydłowiec: założono browar produkcji masowej.

## Wydarzenia na świecie
- 2-4 stycznia – niepokoje rewolucyjne w Wenecji.
- 3 stycznia – Joseph Jenkins Roberts został pierwszym prezydentem Liberii.
- 12 stycznia – w Palermo wybuchło powstanie przeciwko królowi Obojga Sycylii Ferdynandowi II.
- 20 stycznia – Fryderyk VII został królem Danii.
- 24 stycznia – gorączka złota w San Francisco: James W. Marshall znalazł złoto w Sutter's Mill pod Sacramento.
- 2 lutego – wojna amerykańsko-meksykańska zakończyła się podpisaniem traktatu pokojowego w Guadalupe Hidalgo: Meksyk oddał Stanom Zjednoczonym ponad połowę swojego terytorium (Kalifornię i inne rozległe tereny w zachodniej części kontynentu).
- 16 lutego – odbył się ostatni paryski koncert Fryderyka Chopina.
- 21 lutego – w Londynie Karol Marks i Fryderyk Engels opublikowali Manifest komunistyczny (pierwszego tłumaczenia na język polski dokonał Witold Piekarski – wyd. w Genewie w 1883 r.).
- 22 lutego – Wiosna Ludów: we Francji wybuchła rewolucja lutowa.
- 24 lutego – Wiosna Ludów: abdykował król Francji Ludwik Filip; koniec monarchii lipcowej.
- 25 lutego – we Francji proklamowano II Republikę.
- 27 lutego – Wiosna Ludów: żądania reform w Badenii.
- 4 marca:
  - Karol Marks został wydalony z Belgii.
  - król Sardynii Karol Albert ogłosił statut fundamentalny, ustanawiając monarchię konstytucyjną.
- 10 marca – Senat USA ratyfikował traktat z Guadalupe Hidalgo, kończący wojnę amerykańsko-meksykańską.
- 11 marca – Wiosna Ludów: początek czeskiego wrzenia rewolucyjnego.
- 12 marca – w San Marino zniesiono formalnie karę śmierci za przestępstwa pospolite (ostatnią egzekucję przeprowadzono w 1468 roku).
- 13 marca – Wiosna Ludów: wybuchła rewolucja w Wiedniu. Obalony kanclerz Klemens Lothar von Metternich uciekł z kraju.
- 15 marca – Wiosna Ludów: na Węgrzech w Peszcie wybuchło powstanie węgierskie. W rocznicę tego wydarzenia Węgry obchodzą święto narodowe.
- 18/19 marca – Wiosna Ludów: w nocy wybuchły walki uliczne w Berlinie.
- 18–22 marca – Wiosna Ludów: powstanie w Mediolanie przeciwko Austriakom (wł. Cinque giornate di Milano – tzw. Pięć dni Mediolanu).
- 20 marca – Wiosna Ludów: król Bawarii, Ludwik I Wittelsbach abdykował na rzecz swego syna Maksymiliana II; w Berlinie tłum uwolnił z więzienia w Moabicie więźniów politycznych, wśród nich skazanego na ścięcie Ludwika Mierosławskiego.
- 22 marca:
  - w Wenecji ogłoszono powstanie Republiki Świętego Marka.
  - Wiosna Ludów: zakończyło się pięciodniowe zwycięskie powstanie antyaustriackie w Mediolanie.
  - Adam Wilhelm Moltke został pierwszym premierem Danii.
- 24 marca – wybuchła niemiecko-duńska I wojna o Szlezwik.
- 25 marca – Gerrit Schimmelpenninck został pierwszym premierem Holandii.
- 29 marca:
  - Wiosna Ludów: mimo kontrakcji ze strony księży zmartwychwstańców, z inicjatywy Adama Mickiewicza zawiązał się w Rzymie Zastęp Polski – rządzona demokratycznymi zasadami formacja wojskowa, znana także jako „Legion Mickiewicza”; tegoż dnia ów poeta i polityk przedstawił deklarację ideową – Skład zasad – gdzie czytamy m.in. „Wszelki z narodu jest obywatelem, wszelki obywatel równy w prawie i przed urzędami” oraz „Izraelowi, bratu starszemu, uszanowanie, braterstwo, pomoc na drodze ku jego dobru wiecznemu i doczesnemu. Równe we wszystkim prawo”.
  - Gottfried Ludolf Camphausen został premierem Prus.
- 7 kwietnia – utworzenie parlamentu węgierskiego.
- 15 kwietnia – 76 niewolników podjęło nieudaną próbę ucieczki szkunerem z Waszyngtonu do Delaware, gdzie zniesiono niewolnictwo.
- 22 kwietnia – powstał Związek Ślązaków Austriackich.
- 23 kwietnia – I wojna o Szlezwik: zwycięstwo wojsk pruskich nad duńskimi w bitwie pod miastem Szlezwik.
- 25 kwietnia:
  - Andrew Graham odkrył planetoidę (9) Metis.
  - ogłoszono konstytucję Cesarstwa Austriackiego.
- 27 kwietnia – Francja zniosła niewolnictwo.
- 28 kwietnia – Ibrahim Sarim Pasza został wielkim wezyrem tureckim.
- 29 kwietnia – krytyka papieża Piusa IX wobec Wiosny Ludów.
- 30 kwietnia – wojna austriacko-piemoncka: wojska Piemontu pokonały Austriaków w bitwie pod Pastrengo.
- 6 maja – wojna austriacko-piemoncka: wojska Piemontu pokonały Austriaków w bitwie pod Santa Lucia.
- 10 maja – pierwsze wejście na Pico de Orizaba 5636 m n.p.m. (amer. żołnierze: F. Maynard i G. Reynolds).
- 13 maja – po raz pierwszy zaprezentowano publicznie Maamme – hymn Finlandii.
- 15 maja:
  - drugie powstanie w Wiedniu.
  - podczas rewolucji lutowej, w Paryżu odbyła się demonstracja na rzecz niepodległości Polski (tzw. dzień polski).
- 18 maja – we Frankfurcie nad Menem rozpoczęły się obrady pierwszego niemieckiego parlamentu.
- 19 maja – wojna amerykańsko-meksykańska: Meksyk ratyfikował traktat z Guadalupe Hidalgo.
- 29 maja:
  - powstanie czeskiego Rządu Tymczasowego.
  - USA: Wisconsin jako 30. stan dołączył do Unii.
- 30 maja – wojna austriacko-piemoncka: zwycięstwo wojsk Piemontu nad Austriakami w bitwie pod Goito.
- 2–12 czerwca – odbył się Zjazd Słowiański w Pradze.
- 5 czerwca – nadano konstytucję w Danii.
- 22 czerwca – w Paryżu rozpoczęło się powstanie robotnicze, tzw. dni czerwcowe.
- 25 czerwca – Rudolf von Auerswald został premierem Prus.
- 26 czerwca – w Paryżu zostało zdławione powstanie czerwcowe.
- 19–20 lipca – Zjazd Kobiet w Seneca Falls przyjął Declaration of Sentiments, domagając się dla kobiet praw wyborczych; początek ruchu feministycznego w USA.
- 21 lipca – ksiądz Józef Szafranek w niemieckim Zgromadzeniu Narodowym zgłosił 8 postulatów dotyczących ochrony praw Polaków na Górnym Śląsku.
- 25 lipca – w bitwie pod Custozzą austriackie wojska pokonały siły króla Sardynii.
- 31 lipca – powstanie węgierskie: klęska wojsk węgierskich dowodzonych przez gen. Józefa Bema w bitwie pod Segesvárem z V Korpusem armii rosyjskiej.
- 17 sierpnia – zbuntowana Republika Jukatanu została ponownie przyłączona do Meksyku.
- 22 sierpnia – Stany Zjednoczone anektowały Nowy Meksyk.
- 7 września – w Cesarstwie Austriackim zniesiono poddaństwo.
- 12 września – Szwajcaria uchwaliła nowy ustrój; została konfederacją o ustroju republikańskim.
- 28 października – otwarto pierwszą linię kolejową w Hiszpanii pomiędzy Barceloną a Mataró.
- 31 października – Wiosna Ludów w Cesarstwie Austriackim: upadło powstanie w Wiedniu.
- 3 listopada – pod Georgetown w Gujanie Brytyjskiej otwarto pierwszą linię kolejową w Ameryce Południowej.
- 7 listopada – Zachary Taylor wybrany na prezydenta USA.
- 16 listopada:
  - Londyn: ostatni publiczny koncert Fryderyka Chopina.
  - został odkryty księżyc Saturna Hyperion.
- 21 listopada – Francja: zgromadzenie konstytucyjne ogłosiło konstytucję II republiki.
- 24 listopada – Wiosna Ludów: papież Pius IX został zmuszony do opuszczenia Republiki Rzymskiej i udał się na wygnanie do Gaety.
- 28 listopada – Berno zostało wybrane na stolicę Szwajcarii.
- 2 grudnia – cesarz Austrii Ferdynand I Habsburg abdykował. Jego miejsce zajął Franciszek Józef I.
- 10 grudnia – Ludwik Napoleon Bonaparte został wybrany na prezydenta Francji.
- 20 grudnia – Ludwik Napoleon Bonaparte objął urząd prezydenta Francji.

## Urodzili się
- 4 stycznia – Tarō Katsura, japoński polityk, premier Japonii (zm. 1913)
- 8 stycznia – Jakub Jodko Narkiewicz, lekarz, artysta, badacz elektromagnetyzmu, pierwszy dokonał fotografii aureoli (fotografia kirlianowska) (zm. 1905)
- 13 stycznia - Lilla Cabot Perry, amerykańska malarka (zm. 1933)
- 16 stycznia – Władysław Kaczyński, polski ogrodnik (zm. 1928)
- 20 stycznia – Helena Cholewicka, polska baletnica (zm. 1883)
- 24 stycznia – Jan Kubisz, polski nauczyciel, poeta, pamiętnikarz (zm. 1929)
- 28 stycznia – Franciszek Chocieszyński, polski księgarz, drukarz, wydawca (zm. 1899)
- 5 lutego – Joris-Karl Huysmans, francuski pisarz dekadent, skandalista; autor powieści A rebours (zm. 1907)
- 10 lutego – Anna Boch, belgijska malarka (zm. 1936)
- 13 lutego – Auguste Baud-Bovy, szwajcarski artysta malarz, wybitny malarz Alp (zm. 1899)
- 26 lutego – Mieczysław Woroniecki, polski ziemianin, działacz społeczny (zm. 1908)
- 5 marca – Ryta od Jezusa, portugalska zakonnica, błogosławiona katolicka (zm. 1913)
- 21 marca – Christian Hohenlohe, właściciel dóbr ziemskich na Dolnym i Górnym Śląsku oraz na Węgrzech, w tym w Tatrach (zm. 1926)
- 5 kwietnia – Gustaw Kamieński, polski pisarz (zm. 1930)
- 9 kwietnia:
  - Ezechiel Moreno, hiszpański augustianin, misjonarz, biskup, święty katolicki (zm. 1906)
  - Maria Salles, hiszpańska zakonnica, święta katolicka (zm. 1911)
- 7 maja – William J. Stone amerykański polityk, senator ze stanu Missouri (zm. 1918)
- 23 maja – Otto Lilienthal, pionier szybownictwa, lotnik (zm. 1896)
- 28 maja:
  - Maria Bernarda Bütler, szwajcarska zakonnica, święta katolicka (zm. 1924)
  - Wilhelm Forberger, spiskoniemiecki malarz i grafik, związany ze Spiszem i Tatrami (zm. 1928)
- 7 czerwca – Paul Gauguin, artysta malarz francuski (zm. 1903)
- 11 czerwca – William Preble Hall, generał brygady, szef sztabu generalnego armii Stanów Zjednoczonych (zm. 1927)
- 23 lipca
  - Richard Franklin Pettigrew, amerykański prawnik, polityk, senator ze stanu Dakota Południowa (zm. 1926)
  - Apolinary Wnukowski, polski duchowny katolicki, biskup płocki (zm. 1909)
- 14 września – Filippo Camassei, łaciński patriarcha Jerozolimy, kardynał (zm. 1921)
- 3 października – Alojzy Talamoni, włoski ksiądz katolicki, błogosławiony (zm. 1926)
- 17 października – Wiktor Gomulicki, poeta i pisarz (zm. 1919)
- 23 października - Amalia z Saksonii-Coburg-Gotha, księżna bawarska (zm. 1894)
- 26 października – Celestyna od Matki Bożej, włoska zakonnica, błogosławiona katolicka (zm. 1925)
- 13 listopada – Albert I, książę Monako (zm. 1922)
- 20 listopada – Jan Maria Boccardo, włoski ksiądz, błogosławiony katolicki (zm. 1913)
- 24 listopada – Lilli Lehmann, niemiecka śpiewaczka operowa (sopran) (zm. 1929)
- 25 listopada – Maria Katarzyna Irigoyen Echegaray, hiszpańska zakonnica, błogosławiona katolicka (zm. 1918)
- 6 grudnia – Johann Palisa, austriacki astronom (zm. 1925)
- 21 grudnia – Georg Bender, niemiecki polityk, nadburmistrz Wrocławia (zm. 1924)
- 30 grudnia – María Dolores Rodríguez Sopeña Ortega, hiszpańska błogosławiona katolicka (zm. 1918)

- data dzienna nieznana: 
  - Józef Cho Yun-ho, koreański męczennik, święty katolicki (zm. 1866)
  - Scholastyka Mackiewicz, uczestniczka powstania styczniowego (zm. 1943)
  - Wiktoria Rasoamanarivo, madagaskarska błogosławiona katolicka (zm. 1894)

## Zmarli
- 9 stycznia – Caroline Herschel, brytyjska astronom pochodzenia niemieckiego (ur. 1750)
- 23 lutego – John Quincy Adams, szósty prezydent USA (ur. 1767)
- 19 marca – Jean-Charles François de Ladoucette, francuski szlachcic, działacz polityczny i gospodarczy, związany z departamentem Hautes-Alpes (ur. 1772)
- 8 kwietnia – Gaetano Donizetti, włoski kompozytor operowy (ur. 1797)
- 7 maja – Gustaw Gizewiusz, polski pastor ewangelicki, działacz społeczno-narodowy i polityczny na Mazurach (ur. 1810)
- 7 czerwca – Wissarion Bielinski, teoretyk kierunku rewolucyjnego demokratyzmu (ur. 1811)
- 6 lipca – Karol Godula, śląski przedsiębiorca (ur. 1781)
- 7 sierpnia – Jöns Jacob Berzelius, szwedzki chemik, lekarz (ur. 1779)
- 12 sierpnia – George Stephenson, konstruktor lokomotywy parowej (ur. 1781)
- 2 października – Georg August Goldfuss, niemiecki zoolog i paleontolog (ur. 1782)
- 15 listopada – Francesco de Vico SJ, astronom włoski (ur. 1805)
- 24 listopada - William Lamb – brytyjski polityk ze stronnictwa wigów (ur. 1779)
- 19 grudnia – Emily Brontë, angielska pisarka (ur. 1818)

## Święta ruchome
- Tłusty czwartek: 2 marca
- Ostatki: 7 marca
- Popielec: 8 marca
- Niedziela Palmowa: 16 kwietnia
- Wielki Czwartek: 20 kwietnia
- Wielki Piątek: 21 kwietnia
- Wielka Sobota: 22 kwietnia
- Wielkanoc: 23 kwietnia
- Poniedziałek Wielkanocny: 24 kwietnia
- Wniebowstąpienie Pańskie: 1 czerwca
- Zesłanie Ducha Świętego: 11 czerwca
- Boże Ciało: 22 czerwca